# Ilja Bereznickas

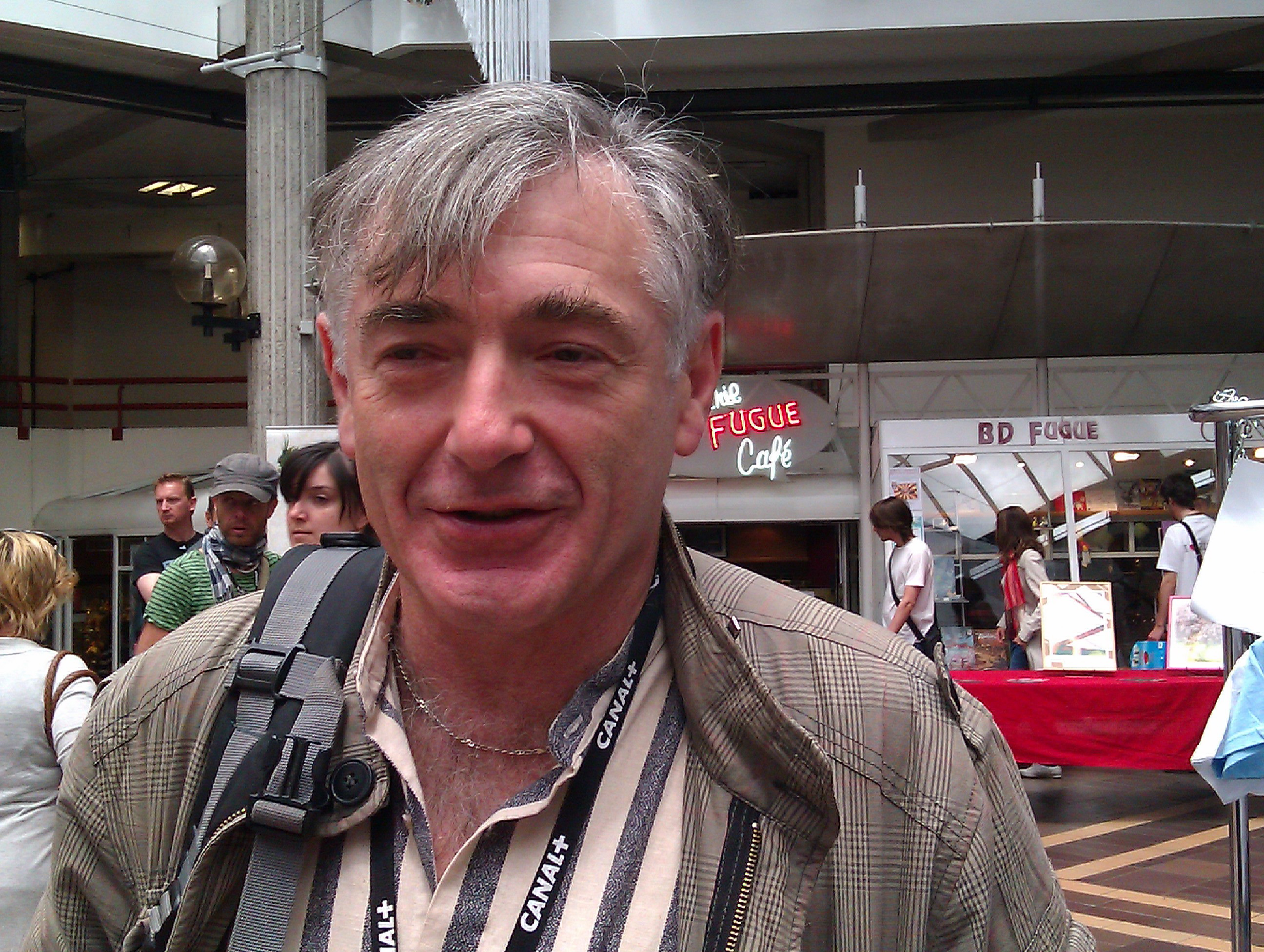
Ilja Bereznickas

Ilja Bereznickas (* 1. Januar 1948 in Vilnius, eigentlich als Илья́ Ша́хнович Березни́цкас (Березни́цкий/Bereznickij)) ist ein litauischer Künstler, Illustrator, Karikaturist und Animationsfilmer.

## Leben
Bereznickas wurde in einer jüdischen Familie geboren. Nach seinem Architekturstudium am Polytechnischen Institut (heute: Technische Hochschule) von Kaunas absolvierte er ein Nachdiplomstudium für Filmregie in Moskau, seit 1985 arbeitet er im Litauischen Filmstudio als Regisseur und Animationskünstler. 2003/2004 lehrte er die Animation bei School of Visual Arts in New York City (USA). Er lehrt an der Kunstakademie Vilnius.

## Auszeichnungen
Mit seinen Trickfilmen bekam er bisher folgende Preise:
- 1987: den ersten Preis beim International Filmfestival in Portugal – Achtung Kinder
- 1988: ersten Preis in Bilbao, Spanien für den Film – Bermuda Ring
- 1989: den Sonderpreis des Internationalen Trickfilmfestivals in Kiew – Bugaboo
- 1990: Alpha Video-Preis 90 in Brno, Tschechische Republik – Rugby

## Filmografie
- 1984: Telefonas (Telefon)
- 1985: Dovana (Geschenk)
- 1987: Baubas (Kobolte, Bugaboos), Drehbuch
- 1988: Bermudų žiedas (Bermuda-Ring)
- 1990: Atsargiai, vaikai (Achtung, Kinder!)
- 1991: Laikraštinis žmogus (Zeitungspapiermann)
- 1992: Toks jau mūsų plastelininis gyvenimas (Unsere Knetmasse lebt), Kurzfilm
- 1995: Svajuko dramblionės (Elephantasia – englischer Titel)
- 1999: Senelis ir senelė (Großvater und Großmutter), Drehbuch, Animation
- 2004: Baubo aritmetika (Kobolts Arithmetik, Bugaboos Arithmetik), Drehbuch, Animation
- 2005: Tik nereikia mūsų gąsdinti (Kein Grund zum Erschrecken), Drehbuch, Animation
- 2006: Baubo liga (Kobols Krankheit, Bugaboos Krankheit), Drehbuch, Animation

## Bücher
- Robin Isabel Ahrens (Texte), Ilja Bereznickas (Illustrationen): My Building. Kinderbilderbuch. Winslowhouse International, 1998, ISBN 978-1-890817-06-0 (englisch).
- Jeremy Taylor (Texte), Ilja Bereznickas (Illustrationen): English Jokes - Englische Witze. zweisprachige Ausgabe. dtv, München 2009, ISBN 978-3-423-09484-9 (deutsch, englisch, Original erschien englisch / litauisch bei Šviesa, Kaunas 2004).
- Alberto Drambliuko, Ilja Bereznickas (Illustrationen): Kas atsitiko Albertui, arba Kaip aš išmokau daryti mankštą. Šviesa, Kaunas / Sapnų sala, Vilnius 2006, ISBN 5-430-04439-3 (litauisch).
- Alberto Drambliuko, Ilja Bereznickas (Illustrationen): Albertas eina į gimtadienį, arba Kaip aš išmokau sveikai maitintis. Šviesa, Kaunas / Sapnų sala, Vilnius 2007, ISBN 5-430-04440-7 (litauisch).